# Shigeru Kasamatsu
Shigeru Kasamatsu (笠松 茂?, Kasamatsu Shigeru; Kumano, 16 luglio 1947) è un ex ginnasta giapponese.

## Palmarès
Olimpiadi
- 4 medaglie:
  - 1 oro (concorso a squadre a Monaco di Baviera 1972)
  - 1 argento (parallele a Monaco di Baviera 1972)
  - 2 bronzi (sbarra a Monaco di Baviera 1972, corpo libero a Monaco di Baviera 1972)

Mondiali
- 8 medaglie:
  - 6 ori (concorso a squadre a Varna 1974, completo individuale a Varna 1974, corpo libero a Varna 1974, volteggio a Varna 1974, concorso a squadre a Strasburgo 1978, sbarra a Strasburgo 1978)
  - 2 argenti (corpo libero a Strasburgo 1978, concorso a squadre a Fort Worth 1979)